# Gateway to the Savage Frontier
Gateway to the Savage Frontier, sorti en 1991, est un jeu vidéo de rôle développé par Beyond Software et publié par Strategic Simulations, Inc. pour Commodore 64, PC et Amiga. Il fut n°1 des ventes en Amérique du nord en août 1991. Basé sur le moteur de jeu Gold Box, situé dans l'univers des Royaumes oubliés et implémentant les règles de Donjons et Dragons, Gateway to the Savage Frontier s'inscrit dans la lignée de Pool of Radiance, Curse of the Azure Bonds et Secret of the Silver Blades.

## Trame
Le jeu se déroule à la frontière sauvage, une région située à l’extrême ouest des Royaumes oubliés, un décor de campagne de Donjons et Dragons. Le joueur y contrôle un groupe de personnages et affronte les tyranniques Zhentarim afin de les empêcher de conquérir la région. Au début du jeu, l’armée des Zhentarim se trouve bloquée aux portes du grand désert d’Anauroch, réputé infranchissable, et ces derniers prévoient d’utiliser le pouvoir de quatre anciennes statues pour permettre à leurs troupes de passer sans encombre. L'objectif du joueur est donc de les en empêcher. 

## Développement
Au début des années 1990, la série Gold Box commence à s’essouffler du fait d’un moteur de jeu daté. Par conséquent, Strategic Simulations décide de créer une nouvelle génération de jeux de rôle et se lance donc dans le développement d’un nouveau moteur de jeu, qui sera plus tard utilisé pour les jeux de la série Dark Sun, Shattered Lands et Wake of the Ravager. La plupart des développeurs du studio sont alors affectés à ce nouveau projet et SSI ne peut plus assurer le développement de nouveaux jeux Gold Box. Strategic Simulations se tourne alors vers Beyond Software (qui deviendra Stormfront Studios en 1993), le studio de Don Daglow, à qui ils proposent de créer une nouvelle série de jeux Gold Box dans l’univers des Royaumes Oubliés. 

## Accueil
| Gateway to the Savage Frontier |      |       |
| Média                          | Pays | Notes |
| Amiga Action                   | US   | 52 %  |
| Amiga Format                   | US   | 45 %  |
| Amiga Mania                    | US   | 72 %  |
| Dragon Magazine                | US   | 4/5   |
| Gen4                           | FR   | 78 %  |
| Joystick                       | FR   | 88 %  |

Au total, 62 581 copies du jeu sont vendues par Strategic Simulations.
Rétrospectivement, la journaliste Scorpia du magazine Computer Gaming World décrit Gateway to the Savage Frontier comme un jeu Gold Box « standard » qui, malgré quelques petites améliorations apportés à son système de jeu, ne parvient pas à se distinguer de ses prédécesseurs.

## Suite
Le jeu dispose d'une suite sortie en 1992 : Treasures of the Savage Frontier.